# Muxbalia
Muxbalia is een kevergeslacht uit de familie van de boktorren (Cerambycidae). De wetenschappelijke naam van het geslacht werd voor het eerst geldig gepubliceerd in 1993 door Giesbert & Chemsak.

## Soorten
Muxbalia is monotypisch en omvat slechts de volgende soort:
- Muxbalia monzoni Giesbert & Chemsak, 1993